# Koninklijke Daring Bodegem
Koninklijke Daring Bodegem was een Belgische voetbalclub uit Sint-Martens-Bodegem, een deelgemeente van Dilbeek. De club was aangesloten bij de KBVB met stamnummer 6239. Bodegem speelde haar gehele geschiedenis in de provinciale reeksen.
In 2014 fuseerde de club met het naburige FC Kapelle Sport. De fusieclub werd Bodegem Kapelle United genoemd en speelde verder met stamnummer 6439 van Kapelle Sport. Door de promotie van Kapelle ging men in 2014 van start in Tweede Provinciale. Een tweede ploeg vat het seizoen aan in 4de provinciale. Men speelde verder onder het stamnummer van Kapelle.

## Resultaten
| Seizoen                                                           | Klasse | Klasse | Klasse | Klasse | Klasse | Klasse | Klasse | Klasse | Klasse | Reeks               | Punten | Opmerkingen |
|                                                                   | I      | I      | II     | III    | IV     | P.I    | P.II   | P.III  | P.IV   |                     |        |             |
| ----------------------------------------------------------------- | ------ | ------ | ------ | ------ | ------ | ------ | ------ | ------ | ------ | ------------------- | ------ | ----------- |
| Als K. Daring Bodegem (Koninklijke Daring Bodegem)                |        |        |        |        |        |        |        |        |        |                     |        |             |
| 2004/05                                                           |        |        |        |        |        |        |        | 13     |        | Derde Prov. Bra. F  | 37     |             |
| 2005/06                                                           |        |        |        |        |        |        |        | 12     |        | Derde Prov. Bra. C  | 32     |             |
| 2006/07                                                           |        |        |        |        |        |        |        | 12     |        | Derde Prov. Bra. C  | 30     |             |
| 2007/08                                                           |        |        |        |        |        |        |        | 12     |        | Derde Prov. Bra. C  | 37     |             |
| 2008/09                                                           |        |        |        |        |        |        |        | 5      |        | Derde Prov. Bra. C  | 52     |             |
| 2009/10                                                           |        |        |        |        |        |        |        | 15     |        | Derde Prov. Bra. C  | 28     |             |
| 2010/11                                                           |        |        |        |        |        |        |        |        | 2      | Vierde Prov. Bra. D | 72     |             |
| 2011/12                                                           |        |        |        |        |        |        |        | 11     |        | Derde Prov. Bra. C  | 35     |             |
| 2012/13                                                           |        |        |        |        |        |        |        | 10     |        | Derde Prov. Bra. C  | 35     |             |
| 2013/14                                                           |        |        |        |        |        |        |        | 7      |        | Derde Prov. Bra. C  | 43     |             |
| Fusie met FC Kapelle Sport om zo Bodegem Kapelle United te vormen |        |        |        |        |        |        |        |        |        |                     |        |             |